# Królestwo Polskie (1917–1918)

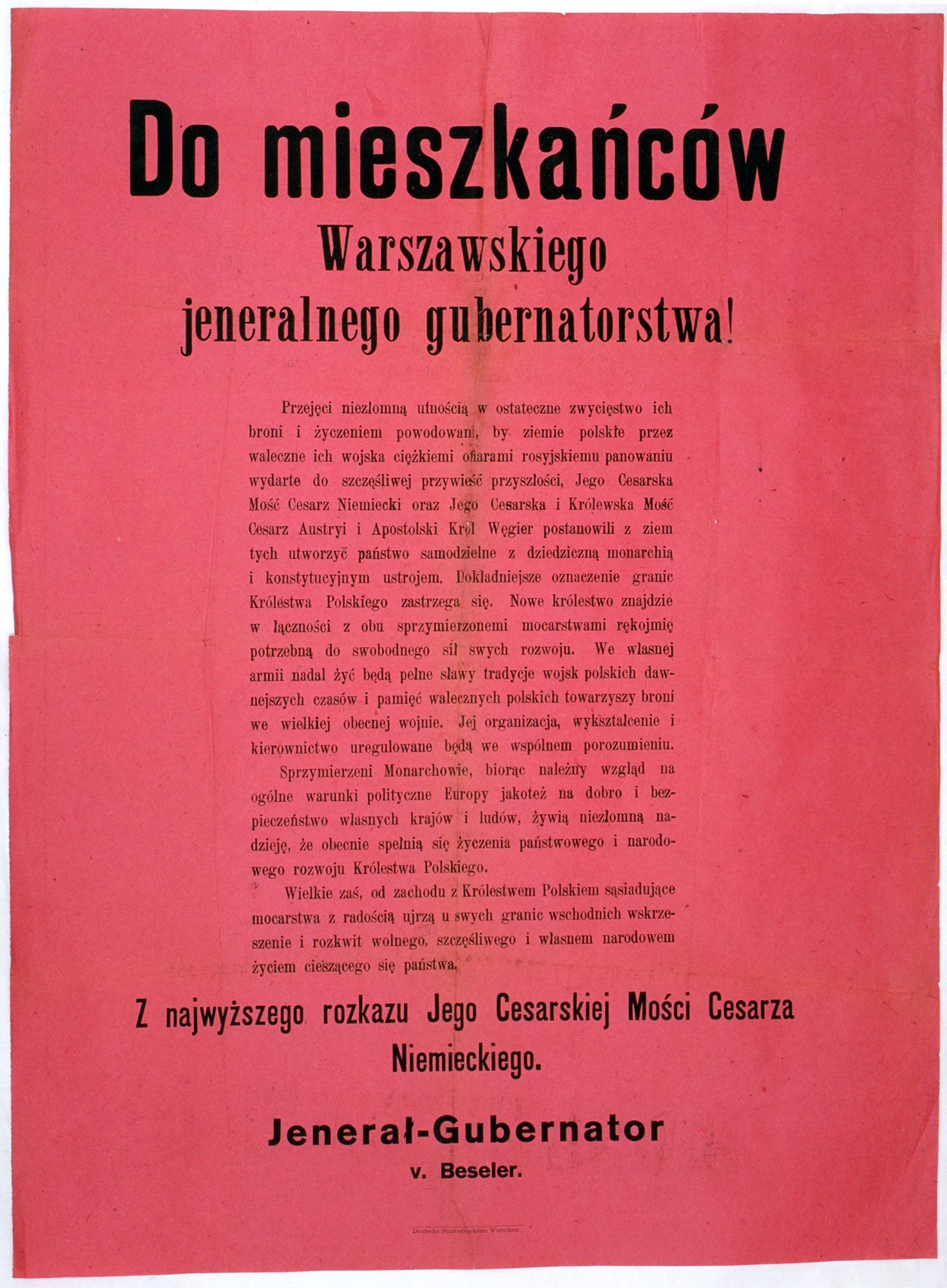
Plakat niemieckich władz okupacyjnych zawierający treść proklamacji z 5 listopada 1916 r.

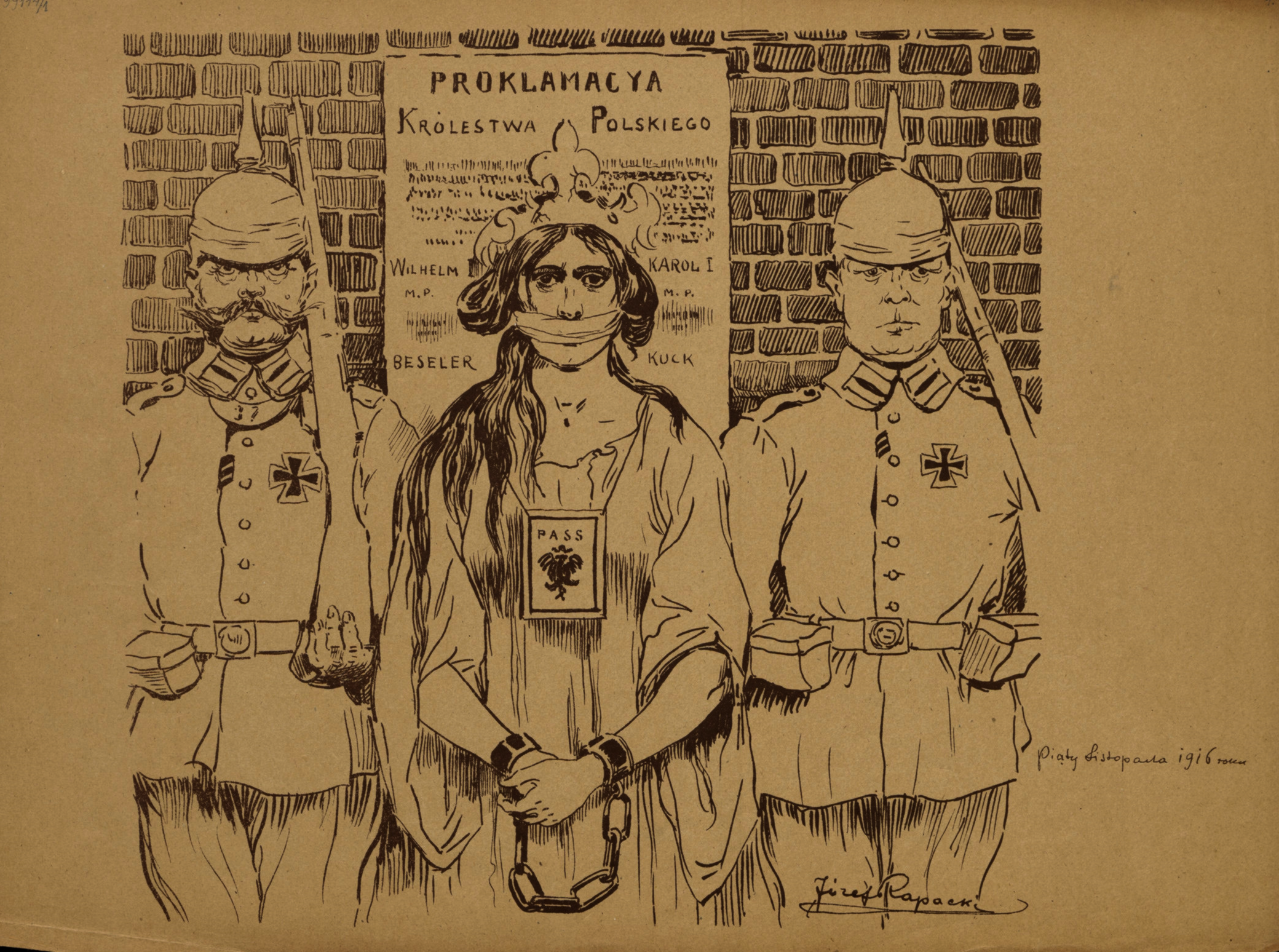
Piąty listopada 1916 roku, plansza 1. z teki „Pro memoria. Prusak w Polsce (1915-1918)” Józefa Rapackiego z 1919 roku

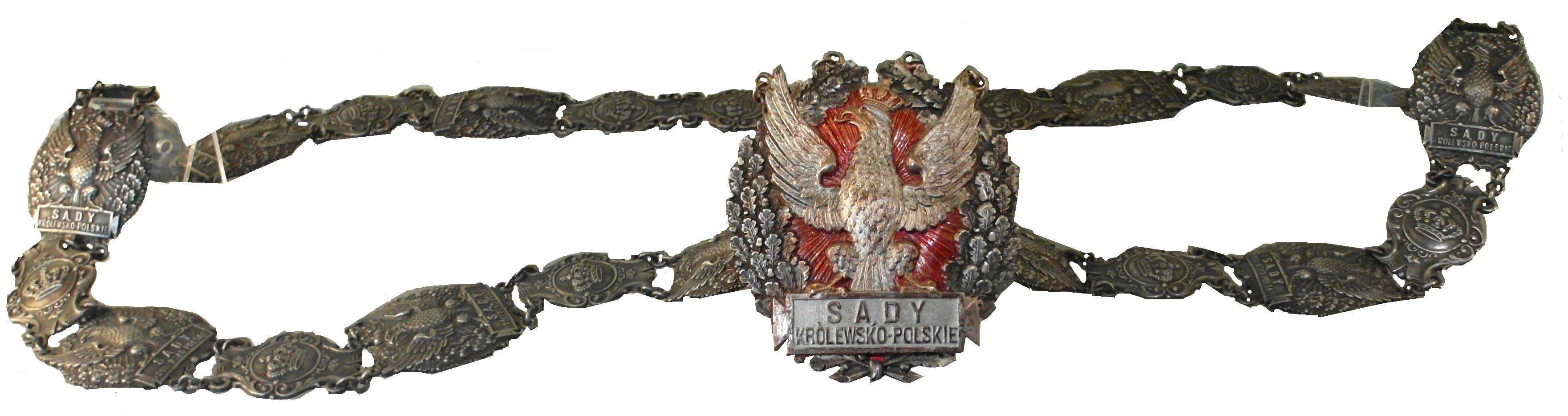
Łańcuch sędziego sądów królewsko-polskich.

Królestwo Polskie (niem. Königreich Polen) – fragmentaryczna państwowość polska, wyrażająca się w istnieniu instytucji państwowych (sądownictwa i szkolnictwa) pod egidą Rady Regencyjnej, wyposażonej formalnie przez mocarstwa okupujące terytorium Królestwa Polskiego w atrybuty zwierzchnictwa.
Utworzenie niezależnego od Rosji Królestwa Polskiego Niemcy i Austro-Węgry oficjalnie zapowiedziały 5 listopada 1916 r. We wrześniu i październiku 1917 r. niemieckie i austro-węgierskie władze okupacyjne wspólnie powołały władze polskie w okupowanym Królestwie Polskim. Formalną niezależność od Rosji Królestwo Polskie uzyskało 29 marca 1918 r., wraz z wejściem w życie traktatu pokojowego państw centralnych z bolszewickim rządem Rosji. 7 października 1918 r. Rada Regencyjna Królestwa Polskiego wydała deklarację niepodległości, zaś w listopadzie tegoż roku Królestwo Polskie stało się zalążkiem niepodległego państwa polskiego, określanego jako II Rzeczpospolita.

## Geneza
Zależne od państw centralnych władze polskie w Królestwie Polskim zostały powołane w efekcie ustaleń konferencji w Pszczynie z października 1916 r., na podstawie wspólnej proklamacji cesarza niemieckiego oraz cesarza Austrii i króla Węgier z 5 listopada 1916 r., zawierającej obietnicę utworzenia państwa polskiego. Bezpośrednią przyczyną obietnicy utworzenia przez Niemcy i Austro-Węgry podporządkowanego im państwa polskiego była konieczność pozyskania nowych zasobów mobilizacyjnych na potrzeby wojny światowej. Powstanie takiego państwa było częścią przyjętej przez Niemcy podczas I wojny światowej koncepcji Mitteleuropy, którą tworzyłyby niesuwerenne państwa, znajdujące się pod polityczną, ekonomiczną i wojskową kontrolą Niemiec.

## Kalendarium wydarzeń politycznych

### 1916
- 10 października 1916 – spis ludności Królestwa Polskiego, w którym odnotowano ponad 1,4 mln mężczyzn w wieku od 16 do 45 lat
- 18 października 1916 – konferencja niemiecko – austro-węgierska w Pszczynie
- 28 i 30 października 1916 – wizyta w Berlinie i Wiedniu „autodelegacji” przedstawicieli polskiego społeczeństwa, wezwanych do przedłożenia okupantom życzeń Polaków
- 5 listopada 1916 – proklamacja obu generalnych gubernatorów (von Beselera w Warszawie i Kuka w Lublinie) wydana w imieniu cesarza niemieckiego oraz cesarza Austrii i króla Węgier zapowiadająca utworzenie Królestwa Polskiego[2]
- 8 listopada 1916 – wydanie przez władze okupacyjne odezwy werbunkowej do Polaków[3]
- 12 listopada 1916:
  - wydanie przez władze okupacyjne Przepisów dotyczących dobrowolnego wstępowania do wojska polskiego[4]
  - samowolne wydanie przez generalnego gubernatora warszawskiego rozporządzenia o Radzie Stanu i Sejmie w Królestwie Polskim[e][5]
- 6 grudnia 1916 – ogłoszenie przez władze okupacyjne rozporządzenia o tymczasowej Radzie Stanu w Królestwie Polskiem[6]
- 9 grudnia 1916 – rozpoczęcie przez Polską Krajową Kasę Pożyczkową emisji marki polskiej z wizerunkiem białego orła na czerwonym tle.

### 1917
- 15 stycznia 1917 – inauguracja Tymczasowej Rady Stanu w Królestwie Polskim
- 15 marca 1917 – abdykacja ostatniego cesarza Rosji i tytularnego króla polskiego Mikołaja II w imieniu swoim i syna Aleksego na rzecz swojego brata, wielkiego księcia Michała
- 16 marca 1917 – deklaracja wielkiego księcia Michała o odmowie objęcia tronu
- 10 kwietnia 1917 – przekazanie niemieckim władzom okupacyjnym przez Austro-Węgry zwierzchnictwa nad Polskim Korpusem Posiłkowym, formalne utworzenie Polskiej Siły Zbrojnej i objęcie stanowiska Naczelnego Wodza Wojsk Polskich przez gen. Hansa von Beselera, generalnego gubernatora warszawskiego
- 9 lipca 1917 – kryzys przysięgowy – odmowa złożenia przysięgi przez żołnierzy I i III Brygady Legionów Polskich
  - 21/22 lipca 1917 – aresztowanie Józefa Piłsudskiego
  - 25 sierpnia 1917 – dymisja Tymczasowej Rady Stanu wraz z powołaniem Komisji Przejściowej
- 1 września 1917 – przekazanie przez władze okupacyjne zarządu wymiaru sprawiedliwości Departamentowi Sprawiedliwości Tymczasowej Rady Stanu[7]
- 12 września 1917 – wydanie przez władze okupacyjne patentu o ustanowieniu Władzy Państwowej w Królestwie Polskiem[8]
- 14 września 1917 – proklamowanie w Rosji republiki
- 30 września 1917 – przekazanie zarządu szkolnictwa Komisji Przejściowej Tymczasowej Rady Stanu[9]
- 27 października 1917 – inauguracja Rady Regencyjnej Królestwa Polskiego
- 7 listopada 1917 – przewrót bolszewicki w Rosji
- 13 grudnia 1917 – powołanie przez Radę Regencyjną pierwszej Rady Ministrów Królestwa Polskiego, pod przewodnictwem Jana Kucharzewskiego

### 1918
- 8 stycznia 1918 – plan pokojowy prezydenta Stanów Zjednoczonych Thomasa Woodrowa Wilsona, obejmujący m.in. utworzenie niepodległego państwa polskiego
- 9/10 lutego 1918 – zawarcie w Brześciu traktatu pokojowego pomiędzy państwami centralnymi a Ukrainą
  - 11 lutego 1918 – dymisja rządu Jana Kucharzewskiego
  - 13 lutego 1918 – odezwa Rady Regencyjnej o oparciu jej władzy na woli narodu[10]
  - 15 lutego 1918 – skonfiskowanie przez cenzurę władz okupacyjnych Monitora Polskiego Nr 8, zawierającego odezwę Rady Regencyjnej do Wojska Polskiego[11]
  - 19 lutego 1918 – dymisja generalnego gubernatora lubelskiego gen. Stanisława Szeptyckiego
- 3 marca 1918 – zawarcie w Brześciu traktatu pokojowego pomiędzy państwami centralnymi a Rosją
- 22 marca 1918 – rezolucja Reichstagu w sprawie wzięcia pod uwagę przez rząd Niemiec prawa do samostanowienia Polski, Litwy i Kurlandii
- 23 marca 1918 – uznanie przez Niemcy niepodległości Litwy, ze stolicą w Wilnie[12]
- 29 marca 1918 – uprawomocnienie się traktatu pokojowego pomiędzy państwami centralnymi a Rosją[10]
- 4 kwietnia 1918 – powołanie rządu Jana Kantego Steczkowskiego
- 9 kwietnia 1918 – wybory do Rady Stanu[13]
- 2 czerwca 1918 – otwarcie Rady Stanu
- 28 września 1918 – odezwa werbunkowa, wydana w imieniu Prezydenta Ministrów Królestwa Polskiego[14]
- 5 października 1918 – zaakceptowanie przez Niemcy i Austro-Węgry amerykańskich propozycji pokojowych[15]
- 7 października 1918 – zadeklarowanie niepodległości Królestwa Polskiego przez Radę Regencyjną, rozwiązanie Rady Stanu[16]
- 12 października 1918 – przejęcie przez Radę Regencyjną zwierzchniej władzy nad Polską Siłą Zbrojną od generalnego gubernatora warszawskiego[17]
- 16 października 1918 – manifest cesarza Karola I „Do moich wiernych austriackich ludów”
- 19 października 1918 – powstały Ukraińska Rada Narodowa oraz Rada Narodowa Księstwa Cieszyńskiego
- 21 października 1918 – złożenie przez generalnego gubernatora warszawskiego urzędu Naczelnego Wodza Wojsk Polskich
- 22 października 1918 – przekazanie Radzie Regencyjnej pełni władzy w Generalnym Gubernatorstwie Lubelskim
- 23 października 1918 – powołanie rządu Józefa Świeżyńskiego
- 28 października 1918 – powstanie w Krakowie Polskiej Komisji Likwidacyjnej, uniemożliwiające podporządkowanie Galicji władzy Rady Regencyjnej
- 31 października 1918 – rozbrojenie wojsk austro-węgierskich w Krakowie
- 1 listopada 1918 – zajęcie Lwowa przez wojska zachodnioukraińskie oraz ogłoszenie utworzenia Zachodnioukraińskiej Republiki Ludowej
- 3 listopada 1918 – próba obalenia Rady Regencyjnej przez rząd Józefa Świeżyńskiego[18]
- 6 listopada 1918 – zajęcie Lublina przez Polską Organizację Wojskową oraz utworzenie się tam Tymczasowego Rządu Ludowego Republiki Polskiej, który postanowił o likwidacji Rady Regencyjnej
- 8 listopada 1918 – powstanie Rady Żołnierskiej niemieckiego garnizonu warszawskiego[19]
- 10 listopada 1918 – przyjazd Józefa Piłsudskiego do Warszawy
- 11 listopada 1918:
  - wielka manifestacja PPS w Warszawie i strajk powszechny na rzecz poparcia rządu Daszyńskiego
  - powołanie przez Radę Regencyjną pułkownika Józefa Piłsudskiego na stanowisko Naczelnego Dowódcy Wojsk Polskich
  - samorozwiązanie Polskiej Organizacji Wojskowej
  - kapitulacja Niemiec i zawarcie rozejmu
- 12 listopada 1918 – wyjazd generalnego gubernatora warszawskiego Hansa von Beselera z Warszawy
- 13 listopada 1918 – kolejna wielka manifestacja PPS w Warszawie
- 14 listopada 1918 – przekazanie zwierzchniej władzy państwowej Naczelnemu Dowódcy Wojska Polskiego Józefowi Piłsudskiemu przez Radę Regencyjną, powierzenie Ignacemu Daszyńskiemu przez Józefa Piłsudskiego misji utworzenia rządu
- 16 listopada 1918 – depesza iskrowa notyfikująca powstanie państwa polskiego (Republiki Polskiej)
- 17 listopada 1918 – sformowanie republikańskiego rządu
- 22 listopada 1918 – dekret Józefa Piłsudskiego z 22 listopada 1918 roku o najwyższej władzy reprezentacyjnej Republiki Polskiej, który ustalał ustrój republikański odrodzonej Polski, organizację i kompetencje tymczasowych organów władzy państwowej do momentu ukonstytuowania wybranego w demokratycznych wyborach Sejmu Ustawodawczego, do którego równocześnie Piłsudski rozpisał wybory w oparciu o ordynację proporcjonalną.
- 29 listopada 1918 – dekret formalnie wszedł w życie z dniem jego ogłoszenia w Dzienniku Praw (Dz.U. z 1918 r. nr 17, poz. 41).

## Ustrój

### Konstytucja

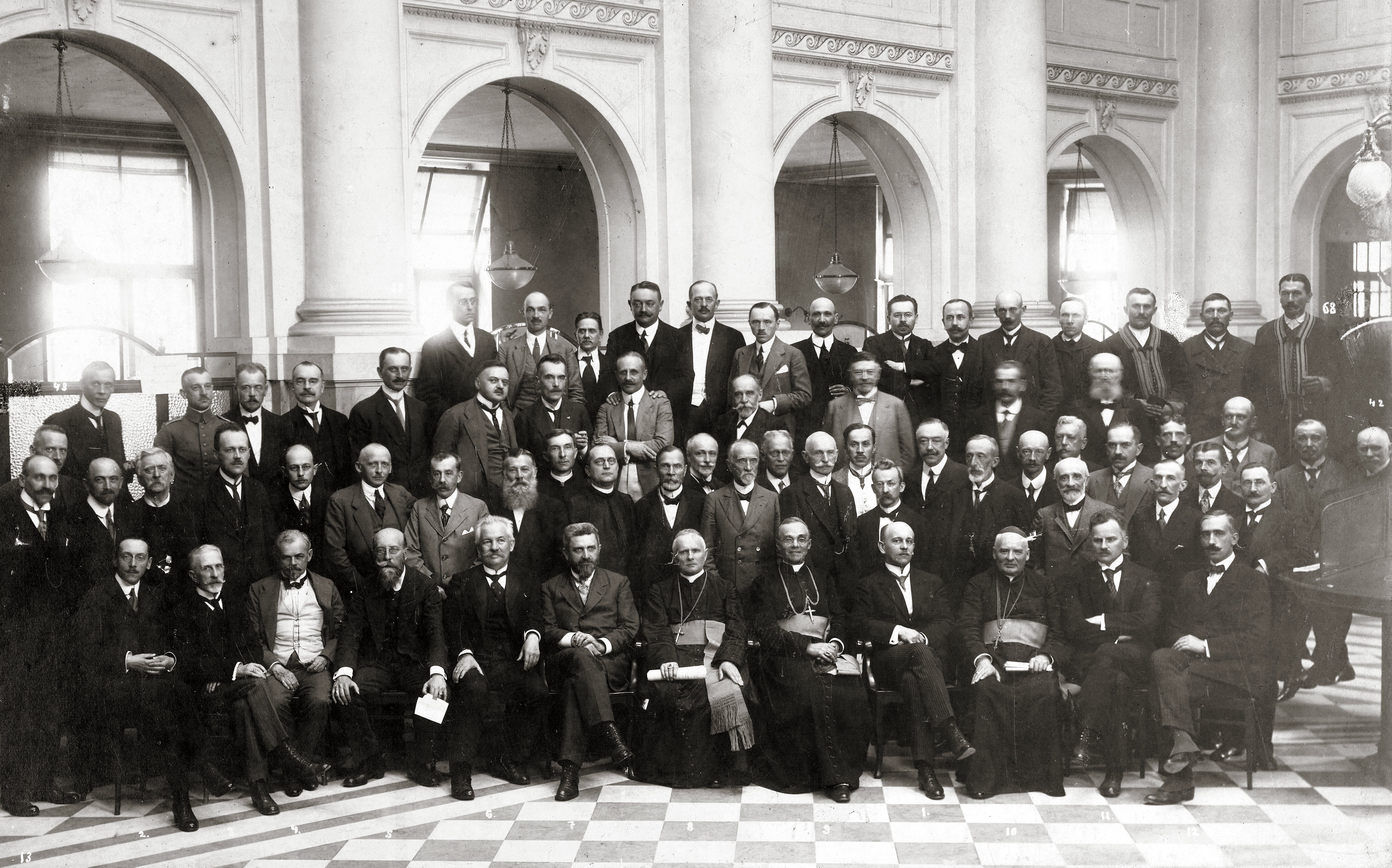
Rada Stanu Królestwa Polskiego, wrzesień 1918

Podstawowe zasady tymczasowego konstytucyjnego urządzenia państwa polskiego zostały określone przez okupantów w patencie z 12 września 1917 r. o ustanowieniu Władzy Państwowej w Królestwie Polskiem. W opublikowanej jedynie w prasie odezwie z 13 lutego 1918 r. Rada Regencyjna ogłosiła, iż stwierdzając naruszenie przez okupantów aktu 5 listopada 1916 r. oraz patentu z 12 września 1917 r., prawo do sprawowania zwierzchniej władzy państwowej oprze na woli narodu. Tymczasowa organizacja władz naczelnych Królestwa Polskiego została określona przez Radę Regencyjną dekretem z 3 stycznia 1918 r. Organem władzy zwierzchniej była Rada Regencyjna. Rada Stanu miała współdziałać z Radą Regencyjną jako organ ustawodawczy. Rada Regencyjna miała sprawować rządy przez Prezydenta Ministrów, Radę Ministrów oraz poszczególnych ministrów. Postępowanie ustawodawcze było natomiast regulowane przez Radę Regencyjną w ustawie o Radzie Stanu Królestwa Polskiego z 4 lutego 1918 r., a po rozwiązaniu Rady Stanu – dekretem w przedmiocie tymczasowego wykonywania władzy ustawodawczej z 15 października 1918 r.
Zgodnie z art. 20 ustawy o Radzie Stanu Królestwa Polskiego organ ten miał powziąć uchwały w sprawie projektu konstytucji Królestwa Polskiego oraz utworzenia Senatu i izby posłów. Na pierwszym posiedzeniu Rady Stanu 22 czerwca 1918 r. Rada Ministrów wniosła m.in. projekt ustawy o porządku zwołania, otwarcia i obrad pierwszego sejmu polskiego. Projekt ten został przekazany Komisji Sejmowej Rady Stanu, a na posiedzeniu 4 lipca 1918 r. Rada Stanu ustaliła czteromiesięczny termin jego rozpatrzenia. Do momentu rozwiązania Rady Stanu 7 października 1918 r. akt ten nie został uchwalony.
7 października 1918 r. Rada Regencyjna rozwiązała Radę Stanu oraz nakazała zwołanie Sejmu niezwłocznie po opracowaniu przez Radę Ministrów ordynacji wyborczej. Zgodnie z dekretem Rady Regencyjnej z 15 października 1918 r. zwołanie Sejmu konstytucyjnego miało nastąpić na zasadach określonych w dekrecie z 7 października 1918 r., tj.: niezwłocznie, na podstawie opracowanej w ciągu miesiąca ustawy wyborczej, opartej na szerokich zasadach demokratycznych oraz zatwierdzonej i ogłoszonej przez Radę Regencyjną. Zadaniem Sejmu miało być ustanowienie zwierzchniej władzy państwowej, która miała zastąpić Radę Regencyjną. Po upadku rządu Józefa Świeżyńskiego, w orędziu z 5 listopada 1918 r., Rada Regencyjna podała, że Sejm Konstytucyjny zostanie zwołany w grudniu tegoż roku. Poza rozwiązaniem Rady Stanu dekrety z 7 i 15 października 1918 r. nie zostały wykonane. Uchwałami z 11 i 14 listopada 1918 r. Rada Regencyjna przekazała Józefowi Piłsudskiemu zwierzchnią władzę państwową, zobowiązując go do przekazania tej władzy przyszłemu Rządowi Narodowemu.

### Władze tymczasowe

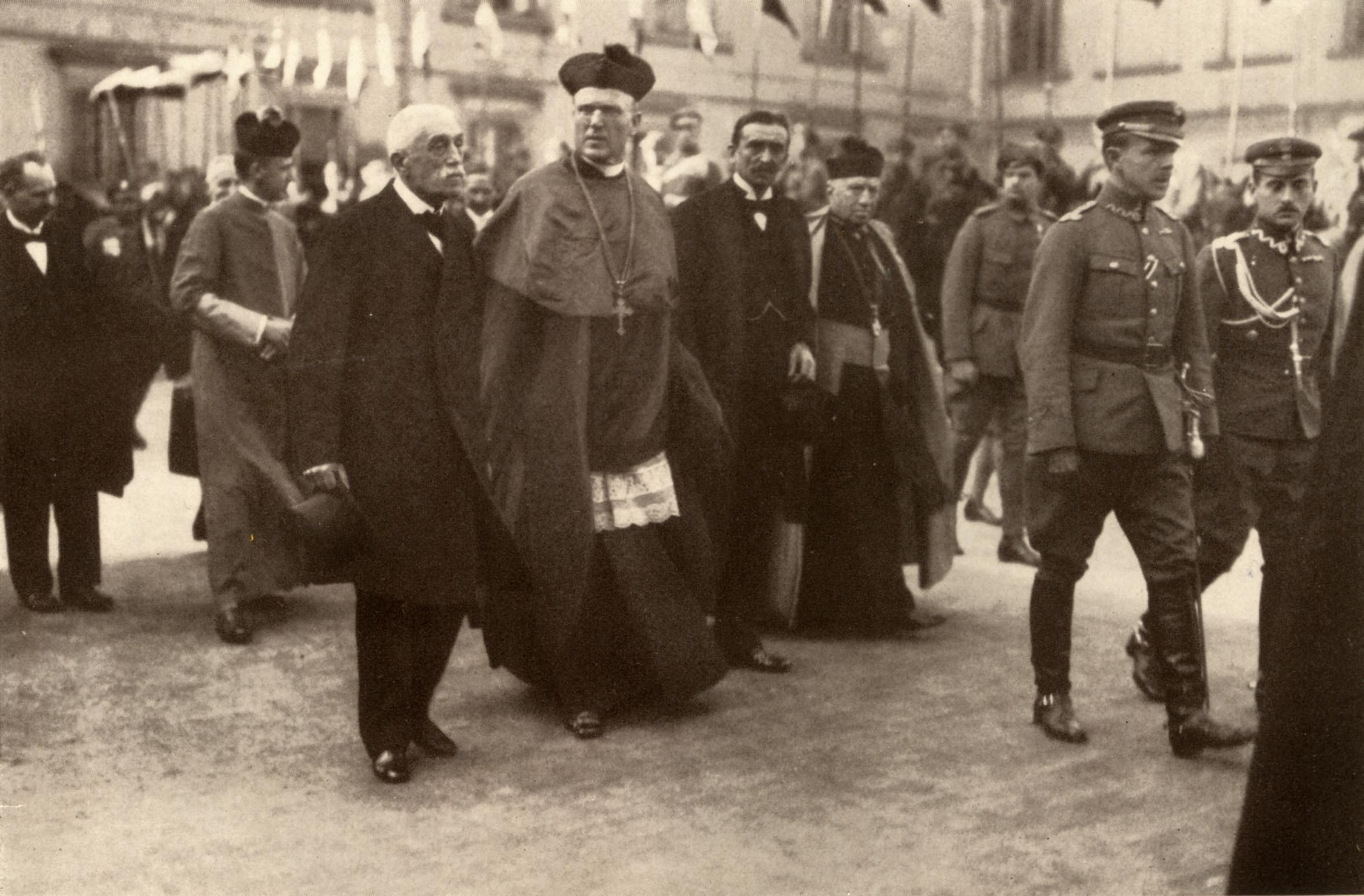
27 października 1917 r. – Rada Regencyjna udaje się na Zamek po złożeniu przysięgi w katedrze – czwarty w tym samym szeregu – ks. prałat Zygmunt Chełmicki, sekretarz Rady

Kandydaci do Rady Regencyjnej zostali zaproponowani przez Komisję Przejściową Tymczasowej Rady Stanu, a powołani do Rady przez władze okupacyjne. Członkami Rady zostali arcybiskup Aleksander Kakowski, książę Zdzisław Lubomirski oraz Józef Ostrowski. Rada Regencyjna uroczyście rozpoczęła działalność 27 października 1917 r., zaś 14 listopada 1918 r. swą władzę złożyła w ręce Naczelnego Dowódcy WP Józefa Piłsudskiego.
Wybory do Rady Stanu odbyły się 9 kwietnia 1918 r. Pierwsze posiedzenie organ ten odbył 21 czerwca 1918 r. Do odroczenia sesji 5 września 1918 r. Rada Stanu odbyła dwanaście posiedzeń plenarnych. Z otrzymanych czternastu projektów ustaw ogłoszone przez Radę Regencyjną zostały cztery ustawy, uchwalone przez Radę Stanu. 7 października 1918 r. Rada Regencyjna rozwiązała Radę Stanu.
Głównym organem władzy wykonawczej Królestwa Polskiego była Rada Ministrów. Władze okupacyjne zastrzegły sobie prawo do zatwierdzenia Prezydenta Ministrów, powołanego przez Radę Regencyjną. Pierwszy, powołany 27 listopada 1917 r. przez Radę Regencyjną rząd pod przewodnictwem Jana Kucharzewskiego, przejął kompetencje, struktury i personel Komisji Przejściowej oraz Wydziału Wykonawczego Tymczasowej Rady Stanu. O akceptację władz okupacyjnych nie występował Józef Świeżyński, powołany na stanowisko premiera 23 października 1918 r., tj. po deklaracji niepodległości z 7 października 1918 r.

### Władza wojskowa
Zgodnie z § 7 rozporządzenia o tymczasowej Radzie Stanu w Królestwie Polskiem za tworzenie wojska polskiego był odpowiedzialny naczelny dowódca wojskowy mocarstw sprzymierzonych. W umowie zawartej między Niemcami i Austro-Węgrami ustalono, że zadanie zorganizowania wojska polskiego zostanie powierzone generałowi Hansowi von Beselerowi, generalnemu gubernatorowi warszawskiemu, który do czasu ustanowienia głowy państwa polskiego miał pełnić obowiązki wodza naczelnego. Ustanowienie przez władze okupacyjne 27 października 1917 r. Rady Regencyjnej, jako najwyższej władzy państwowej, aż do jej objęcia przez króla lub regenta, nie spowodowało zmiany na stanowisku naczelnego dowódcy.
12 października 1918 r. Rada Regencyjna ogłosiła przejęcie zwierzchniej władzy nad wojskiem, po jego zaprzysiężeniu na wierność państwu polskiemu i Radzie Regencyjnej. Zaprzysiężenie to nastąpiło 13 października 1918 r., zaś 21 października generalny gubernator warszawski złożył funkcję naczelnego dowódcy. Gen. Beseler zaakceptował zwierzchnią władzę Rady Regencyjnej, przedkładając jej do rozstrzygnięcia wnioski o awansowanie oficerów Wojska Polskiego. 11 listopada 1918 r. Rada Regencyjna przekazała Józefowi Piłsudskiemu część swojej władzy zwierzchniej, w zakresie obejmującym władzę wojskową i naczelne dowództwo wojsk.

### Wymiar sprawiedliwości

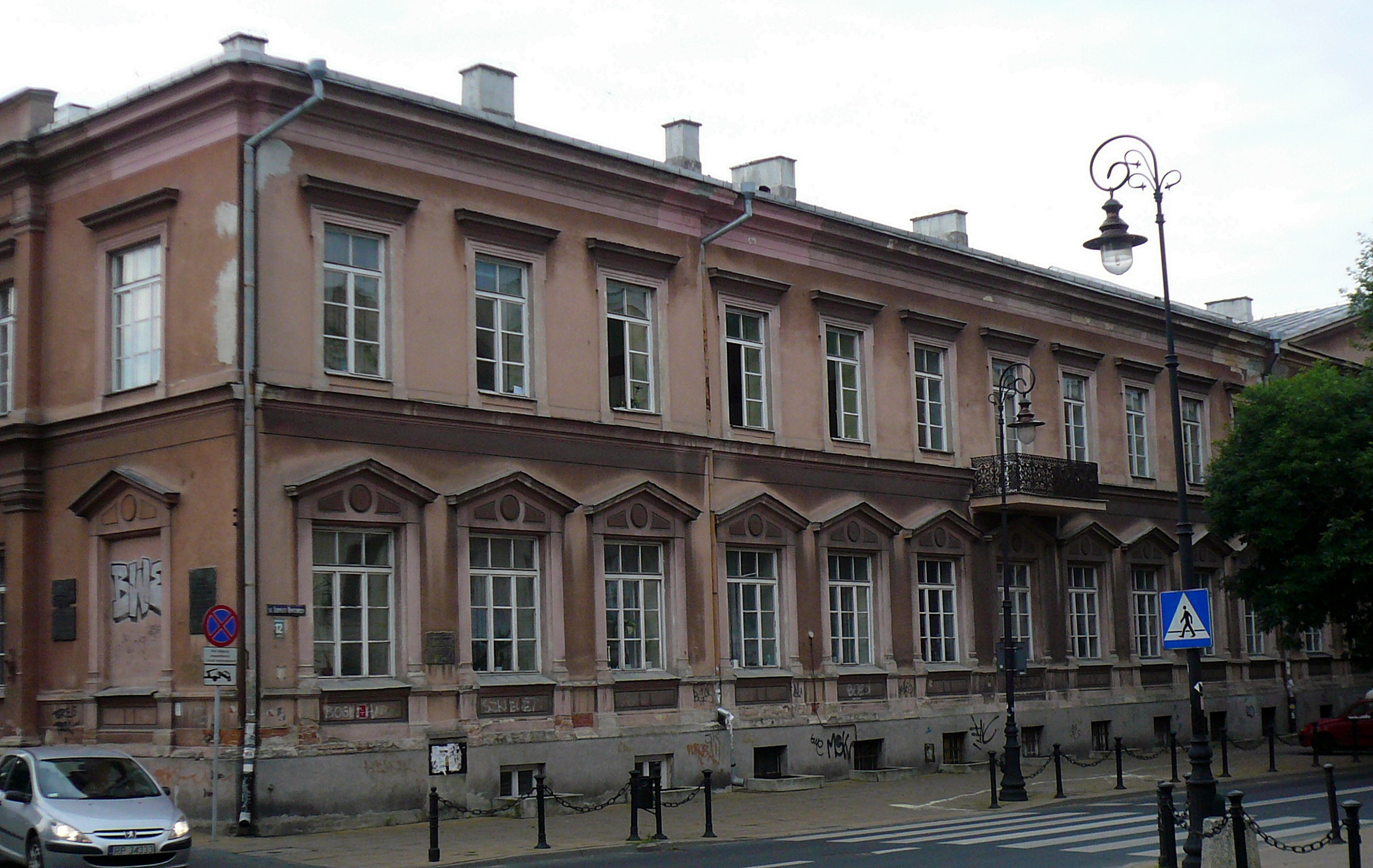
Gmach Gimnazjum Państwowego im. Stanisława Staszica w Lublinie – od grudnia 1917 r. siedziba królewsko-polskich sądów w Lublinie

Od 1 września 1917 r. zarząd wymiaru sprawiedliwości przekazany został przez władze okupacyjne Departamentowi Sprawiedliwości Tymczasowej Rady Stanu. Sądy królewsko-polskie orzekały „w imieniu Korony Polskiej”. Organizacja sądownictwa zakładała strukturę czteroszczeblową, obejmującą sądy pokoju, sądy okręgowe, sądy apelacyjne oraz Sąd Najwyższy. Podstawowymi zasadami postępowania były dwuinstancyjność oraz kasacja. Początkowo istniało 15 sądów okręgowych i dwa sądy apelacyjne – w Warszawie i Lublinie. Apelacji warszawskiej podlegały sądy okręgowe w Warszawie, Płocku, Włocławku, Kaliszu, Siedlcach, Mławie, Łomży, Łowiczu, Łodzi, Częstochowie i Sosnowcu, lubelskiej zaś – sądy okręgowe w Lublinie, Kielcach, Radomiu, Piotrkowie i Zamościu. Istniejąca okupacja miała wpływ na ograniczenie właściwości sądów królewsko-polskich na rzecz sądów wojskowych państw-okupantów.
Królewsko-polskie sądy w Lublinie uznały suwerenną władzę Tymczasowego Rządu Ludowego Republiki Polskiej, kontrolującego to miasto od 7 listopada 1918 r., i zaczęły wydawać wyroki „w imieniu Republiki Polskiej”.

### Zniesienie monarchii
14 listopada 1918 Rada Regencyjna Królestwa Polskiego rozwiązała się i przekazała zwierzchnią władzę państwową Naczelnemu Dowódcy Wojsk Polskich Józefowi Piłsudskiemu. W stanowionych tego dnia aktach Piłsudski po raz pierwszy określił państwo polskie jako republikę. Na podstawie własnego dekretu z 22 listopada 1918 r. Józef Piłsudski objął najwyższą władzę Republiki Polskiej, jako Tymczasowy Naczelnik Państwa, do czasu zwołania Sejmu.
W okresie od 14 do 28 listopada 1918 r. faktyczną władzę najwyższą sprawował Naczelny Dowódca WP Józef Piłsudski, bez ogłaszania w Dzienniku Praw przepisów w tym zakresie. Dopiero w wydanym 29 listopada 1918 r. Dzienniku Praw Państwa Polskiego Nr 17 ogłoszono takie akty dotyczące zniesienia monarchii, jak odezwę Józefa Piłsudskiego z 14 listopada (poz. 40) oraz dekret z dnia 22 listopada o najwyższej władzy reprezentacyjnej Republiki Polskiej (poz. 41). Powyższe akty były jednak na bieżąco podawane do wiadomości w Monitorze Polskim, co odzwierciedlało stan faktyczny, dotyczący zmiany ustroju tworzącego się państwa.

## Uznanie międzynarodowe
Dorozumiane uznanie państwa polskiego przez Niemcy i Austro-Węgry nastąpiło 30 marca 1918 r., poprzez wyrażenie zgody na powołanie przez Radę Regencyjną Prezydenta Ministrów. Miało to stanowić uznanie kompetencji Rady Regencyjnej, jako organu państwowego, który na podstawie odezwy z 13 lutego 1918 r. oparł swą władzę na woli narodu. Zgodnie z art. V patentu z dnia 12-go września 1917 r. o ustanowieniu władzy państwowej w Królestwie Polskiem polska władza państwowa miała wykonywać prawo międzynarodowej reprezentacji Królestwa Polskiego i zawierania umów międzynarodowych po ustaniu okupacji. Niemniej jednak już w protokole z 4 marca 1918 r., dotyczącym wykonania postanowień art. II traktatu pokojowego pomiędzy państwami centralnymi a Ukrainą, Austro-Węgry oraz Ukraina ustaliły, że granica pomiędzy Ukrainą a Polską miała być wytyczona przy udziale przedstawicieli Polski. Natomiast w niejawnej umowie z 30 czerwca 1918 r. Adam Ronikier, przedstawiciel rządu królewsko-polskiego w Berlinie, oraz przedstawiciele Rady Litewskiej Konstantinas Olšauskas i Augustinas Voldemaras, m.in. ustalili warunki uznania państwa litewskiego przez rząd polski oraz zasady ustalenia wspólnej granicy, a także przyjęli zobowiązanie do wzajemnego uzgadniania treści umów zawieranych z państwem niemieckim. Porozumienie to jednak nie weszło w życie.
W lutym 1918 r., w trakcie rokowań pokojowych w Brześciu, delegacja bolszewickiego rządu Rosji oświadczyła, że uznaje państwo polskie oraz odmawia uznania Rady Regencyjnej oraz rządu Jana Kucharzewskiego, za przedstawicieli tego państwa, ze względu na ich niereprezentatywność. W sierpniu 1918 r. Gieorgij Cziczerin, ludowy komisarz spraw zagranicznych, faktycznie uznał pełnomocnictwa Aleksandra Lednickiego, przedstawiciela Rady Regencyjnej w Moskwie, w części dotyczącej spraw konsularnych, a w szczególności w sprawach powrotu Polaków do kraju. Natomiast w sprawach politycznych Lednicki musiał działać za pośrednictwem ambasadora Niemiec w Moskwie. Na początku listopada 1918 r. rząd sowiecki zwrócił się do rządu polskiego z propozycją ustanowienia swojego przedstawiciela dyplomatycznego w osobie Juliana Marchlewskiego. Ministerstwo Spraw Zagranicznych udzieliło odpowiedzi, że decyzja w tej sprawie będzie mogła być zakomunikowana jedynie za pośrednictwem Aleksandra Lednickiego, którego powrót do Moskwy był planowany po powołaniu Rady Ministrów. Natomiast 11 listopada 1918 r. MSZ podało w prasie informację, że przed udzieleniem odpowiedzi należy uwzględnić obronę interesów polskich w Rosji oraz sytuację międzynarodową. Tymczasem 13 i 15 listopada 1918 r. władze sowieckie zamknęły biura polskiego przedstawicielstwa w Moskwie i Piotrogrodzie, aresztując i internując większość pracowników.
7 października 1918 r. personel polskiego przedstawicielstwa w Kijowie uzyskał w tamtejszym Ministerstwie Spraw Zagranicznych status dyplomatyczny. Natomiast 7 listopada 1918 r. Stanisław Wańkowicz został akredytowany jako poseł Królestwa Polskiego w Państwie Ukraińskim. Asymetria stosunków polsko-ukraińskich, polegająca na braku wysłania przedstawiciela dyplomatycznego do Warszawy, była tłumaczona przez stronę ukraińską niewyjaśnionym statusem prawno-państwowym Królestwa. W tej sytuacji protest do rządu polskiego, w sprawie treści noty Polskiej Komisji Likwidacyjnej do prezydenta Wilsona, 7 listopada 1918 r. skierował Wjaczesław Łypynski, ukraiński poseł w Wiedniu.
Po przewrocie, jaki miał miejsce 11 listopada 1918 r., władze polskie zezwoliły przedstawicielom niemieckich władz okupacyjnych, hr. Lerchenfeldowi oraz ks. Oettingen, na tymczasowe pozostanie w Warszawie, w charakterze przedstawicieli rządu niemieckiego przy rządzie polskim. Natomiast od 21 listopada 1918 r., jako przedstawiciel Rzeszy Niemieckiej, akredytowany został hr. Harry Kessler. 12 listopada 1918 r. polskie Ministerstwo Spraw Zagranicznych podało do wiadomości oświadczenie Stefana Ugrona, delegata cesarsko-królewskiego Ministerstwa Spraw Zagranicznych w byłym Generalnym Gubernatorstwie Warszawskim, określonego jako „poseł i minister pełnomocny Austro-Węgier”, iż przedstawicielstwo Austro-Węgier w Warszawie powinno być uważane za misję dyplomatyczną, akredytowaną przy rządzie polskim.

## Sprawa monarchy
Z chwilą abdykacji cesarza Rosji 2/15 marca 1917 r. oraz następującej po niej abdykacji wielkiego księcia Michała, utraciło także monarchę Królestwo Polskie. Dywagacje władz Niemiec i Austro-Węgier na temat ewentualnego kandydata na tron polski były pochodną nierozstrzygniętej ostatecznie kwestii, z którym z państw centralnych powinno być związane wykreowane przez nie Królestwo Polskie. Ponieważ Austro-Węgry nigdy ostatecznie nie zrezygnowały z rozwiązania austro-polskiego, rozwiązanie kandydackie były przede wszystkim przedmiotem rozważań władz Niemiec. Po uzyskaniu 29 marca 1918 r. przez Królestwo Polskie niezależności od Rosji, cesarz Wilhelm II, kanclerz Georg von Hertling oraz sekretarz stanu do spraw zagranicznych Richard von Kühlmann ustalili 16 kwietnia 1918 r., że koronę polską powinien otrzymać Albrecht Eugeniusz Wirtemberski, drugi syn wirtemberskiego następcy tronu. Kwestia kandydata na króla Polski była też przedmiotem niemiecko-polskich rokowań prowadzonych w sierpniu 1918 r. w Spa. I tak 12 sierpnia Wilhelm II zaproponował Januszowi Radziwiłłowi, dyrektorowi Departamentu Spraw Politycznych, kandydaturę Karola Stefana Habsburga. Natomiast 13 sierpnia cesarz Niemiec niezgodnie ze stanem faktycznym poinformował cesarza Austrii, iż Polacy zaakceptowali powyższą kandydaturę. Taki komunikat podała następnie niemiecka prasa, w związku z czym informacje te musiały być dementowane przez przedstawicieli Królestwa Polskiego. W trakcie rozmów w Spa przedstawiciele Królestwa Polskiego poinformowali sekretarza stanu do spraw zagranicznych Paula von Hintze, iż sprawa monarchy zostanie rozstrzygnięta po ustaleniu granic państwa i przejęciu pełni władzy od okupantów.

### Kandydaci do Korony
Kandydatami do Korony branymi pod uwagę przez władze niemieckie, austro-węgierskie i administrację polską, byli:
- Karol Stefan Habsburg, arcyksiążę austriacki linii żywieckiej[57]
- Albrecht Eugeniusz Wirtemberski, drugi syn wirtemberskiego następcy tronu[57]
- Jan Henryk XV Hochberg książę von Pless, śląski arystokrata[58]
- Emanuel Filiberto d’Aosta, syn króla Hiszpanii z dynastii sabaudzkiej, Amadeusza I, brat stryjeczny króla Włoch Wiktora Emanuela III[58]
- Joachim Hohenzollern, książę pruski, syn cesarza Wilhelma II[58]
- Ludwik III Wittelsbach, król Bawarii[58]
- Zdzisław Lubomirski, członek Rady Regencyjnej[58]
- Janusz Franciszek Radziwiłł, polski arystokrata[58]
- Józef Piłsudski, polski wojskowy[58]
- Fryderyk Krystian Albert Wettyn, następca tronu Saksonii, potomek królów polskich Augusta II Mocnego i Augusta III Sasa[59]
- Wilhelm Karl von Urach, niemiecki arystokrata, proklamowany król Litwy jako Mendog II[59]
- Cyryl Koburg, książę bułgarski[59].

## Granice i terytorium
W proklamacji z 5 listopada 1916 r. podano, że Królestwo Polskie powstanie na ziemiach „wydartych” Rosji, które to wyrażenie najprawdopodobniej oznaczało terytorium Królestwa Kongresowego. Proklamacja skierowana była do mieszkańców Generalnych Gubernatorstw Warszawskiego i Lubelskiego. W akcie tym okupujące mocarstwa uchyliły się od określenia granic Królestwa. Faktycznie władze Królestwa Polskiego działały jedynie na obszarze o powierzchni 108 192 km², na którym administrację okupacyjną państw centralnych stanowiły oba generalne gubernatorstwa. Granice tego obszaru wyznaczały granice państwowe Niemiec i Austro-Węgier z Królestwem Polskim oraz granice administracyjne Ober-Ost oraz obszaru etapowego. Od lutego 1918 r. wschodnia granica Królestwa na południe od Bugu, została określona w traktacie pokojowym, zawartym 9 lutego 1918 r. w Brześciu pomiędzy Ukrainą a państwami centralnymi.

### Kwestia granicy z Niemcami
Przesunięcie granic Niemiec na wschód było jednym z nieoficjalnych celów wojennych tego państwa. Niezależnie od działań związanych z uregulowaniem kwestii polskiej, w czasie trwania pierwszej wojny światowej władze Niemiec oraz Austro-Węgier prowadziły poufne rozważania odnośnie do zakresu aneksji, jakie miały być dokonane na terenie okupowanego Królestwa Kongresowego na rzecz Niemiec, tj. tzw. „polskiego pasa granicznego”. Zasadniczo rozważany rozmiar anektowanego terytorium miał być tym mniejszy, im bardziej państwo polskie byłoby podporządkowane Niemcom. Według maksymalnej koncepcji sztabu generalnego armii niemieckiej nowa strategiczna granica Niemiec powinna przebiegać wzdłuż linii wyznaczonej przez rzeki Biebrzę, Narew, Wisłę, Bzurę i Wartę. W poufnej nocie z 29 kwietnia 1918 r., skierowanej do rządów Niemiec i Austro-Węgier, rząd Steczkowskiego, powołując się na ponownie pojawiające się pogłoski o zamierzonej „regulacji granicy” Niemiec, stał na stanowisku, iż terytorium Królestwa Kongresowego jest nienaruszalne. W związku z klęską militarną Niemiec na froncie zachodnim w lecie 1918 r. powyższe projekty aneksyjne stały się niemożliwe do realizacji, natomiast Niemcy zaczęły bronić status quo w zakresie swoich wschodnich granic.

### Problem granicy z Ukrainą
W wyniku traktatu pokojowego pomiędzy państwami centralnymi a Ukrainą, zawartego 9 lutego 1918 r. w Brześciu Litewskim, państwa centralne miały przekazać Ukraińskiej Republice Ludowej ziemię chełmską i część Podlasia. Określona w powyższym traktacie granica miała biegnąć na północ od istniejącej granicy pomiędzy Austro-Węgrami a Ukrainą, zaczynając od Tarnogrodu, według linii: Biłgoraj, Szczebrzeszyn, Krasnystaw, Puchaczów, Radzyń, Międzyrzec, Sarnaki i Mielnik. Zgodnie z protokołem z 4 marca 1918 r., dotyczącym wykonania powyższych postanowień, granica mogła zostać wytyczona na wschód od powyższej linii, biorąc pod uwagę stosunki etniczne i życzenia ludności, przy udziale przedstawicieli Polski. Traktat ten nie został ratyfikowany przez Austro-Węgry, a tereny na wschód od linii wyznaczonej w traktacie z Ukrainą nie zostały faktycznie przekazane temu państwu.
Powyższa cesja stanowiła przekroczenie uprawnień władz okupacyjnych określonych w prawie międzynarodowym. Nie został również dopełniony warunek ustalenia losu tego obszaru w porozumieniu jego ludnością, co było wymagane postanowieniami art. III traktatu pokojowego pomiędzy państwami centralnymi a Rosją, zawartego 3 marca 1918 r. w Brześciu Litewskim. Królestwo Polskie nie było stroną powyższych traktatów pokojowych. Zgodnie z postanowieniami art. 292 traktatu wersalskiego z 28 czerwca 1919 r., strony tego traktatu, w tym Niemcy, uznały traktat pokojowy Niemiec z Ukrainą za uchylony.

### Sposób określenia granicy z Litwą
Niezrealizowana poufna polsko-litewska umowa z 30 czerwca 1918 r. przewidywała określenie wspólnej granicy na podstawie wzajemnego porozumienia, z względnieniem zasad etnograficznych, historycznych i ekonomicznych.

### Bez Ober-Ost

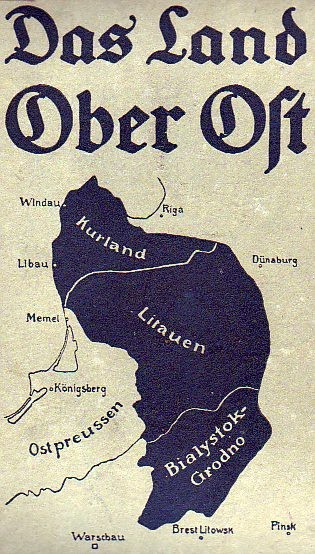
Orientacyjne rozgraniczenie z Ober-Ostem

Królestwo Polskie aktu 5 listopada faktycznie nie obejmowało obszaru tzw. Ober-Ost, zarządzanego przez Naczelne Dowództwo Armii Cesarstwa Niemieckiego na froncie wschodnim. Obok ziem zabranych historycznej Litwy i Białorusi, w skład Ober-Ost wchodził północno-wschodni obszar Królestwa Polskiego, obejmujący głównie gubernię suwalską, ale czasowo także tereny guberni łomżyńskiej, z twierdzą Osowiec.
W przeciwieństwie do realizowanej na większości terenów kongresowego Królestwa Polskiego polityki 5 listopada, w celu zneutralizowania wpływów polskich na terenie Ober-Ost, władze niemieckie wspierały nacjonalistów litewskich oraz utrudniały polską działalność polityczną. Wyrazem tego było m.in. uznanie 23 marca 1918 r. przez Niemcy niepodległości Litwy, ze stolicą w Wilnie, oraz wspieranie powstającego państwa litewskiego. Rada Litewska, proklamując 16 lutego 1918 r. przywrócenie niepodległego państwa litewskiego, zadeklarowała też ustanie wszystkich związków, łączących państwo litewskie z innymi narodami.
Brak sprawowania władzy na terenie guberni suwalskiej został potwierdzony przez władze polskie w przepisach dotyczących składu Rady Stanu Królestwa Polskiego. W skierowanej do rządów Niemiec i Austro-Węgier poufnej nocie z 29 kwietnia 1918 r. rząd Steczkowskiego akceptował utratę czterech północnych powiatów guberni suwalskiej, proponując rekompensatę z tego tytułu na ziemiach zabranych. Natomiast z dniem 16 listopada 1918 r. kierownik ministrów oraz kierownik Ministerstwa Spraw Wewnętrznych, mianując Komisarzy Rządu Polskiego „w północnej części byłego Królestwa Polskiego”, powołali komisarzy także dla powiatów guberni suwalskiej.

### Bez obszaru operacyjnego armii
Tereny powiatów chełmskiego, bialskiego, konstantynowskiego i włodawskiego, o łącznej powierzchni 6448 km², wchodziły w skład obszaru operacyjnego armii. Północna część tego obszaru podlegała niemieckiej Inspekcji Etapów Bug, z siedzibą w Brześciu. Chełmszczyzna zaś podlegała austro-węgierskiemu generalnemu gubernatorowi wojskowemu, z siedzibą w Lublinie. Na podstawie traktatu pokojowego, jaki państwa centralne zawarły 9 lutego 1918 r. z Ukraińską Republiką Ludową, część tego obszaru miała wejść w skład Ukrainy. W marcu 1918 r. w Brześciu utworzony został ukraiński Komisariat Krajowy dla Chełmszczyzny, Podlasia i Polesia. Władze niemieckie zezwoliły ukraińskim urzędnikom jedynie na organizację pracy kulturalno-oświatowej oraz pomocy ekonomicznej, zaś władze austro-węgierskie nie zezwoliły na jakąkolwiek działalność. Nominalna władza Królestwa Polskiego nad powiatami nadbużańskimi została zaznaczona w październiku 1918 r., w związku z określeniem obszaru działania Komisji Ziemskich Okręgowych.
W związku z próbami rozbrajania oddziałów niemieckich na obszarze etapowym przez Polską Organizację Wojskową, 18 listopada 1918 r. zawarto pomiędzy władzami polskimi a dowództwem niemieckim umowę ustanawiającą linię demarkacyjną, wyznaczoną miejscowościami Wisznica – Międzyrzec – Łosice – Mielnik – Siemiatycze – Łapy. W pacyfikacji Międzyrzeca 16 listopada 1918 r. oraz w pacyfikacji Sławatycz, obok „huzarów śmierci”, brali udział umundurowani nauczyciele i ochotnicy ukraińscy.

### Próba podporządkowania Galicji

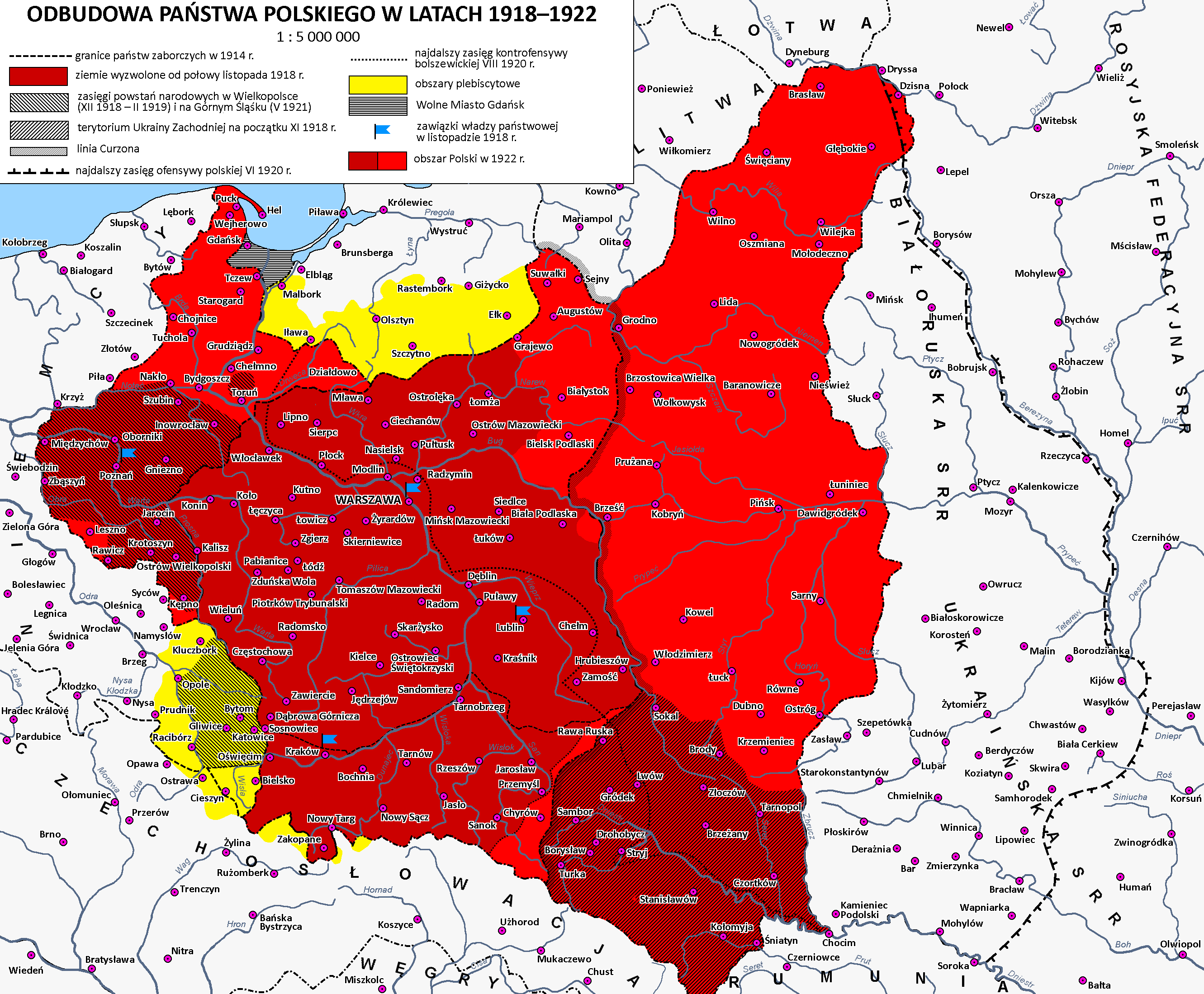
Mapa dotycząca kształtowania się granic niepodległego państwa od 1918 r. daje też pogląd o terytorium kontrolowanym przez Królestwo Polskie aktu 5 listopada

Rada Regencyjna 2 listopada 1918 r. podała do wiadomości, że z dniem 31 października 1918 r. ustanowiła Komisarza Generalnego Polskiego Rządu dla Galicji i polskiej części Śląska, z siedzibą we Lwowie. Tymczasem, w związku z postępującym rozpadem Austro-Węgier, władzę na terenie zachodniej Galicji przejęła 31 października 1918 r. Polska Komisja Likwidacyjna, która odmówiła uznania komisarza rządu warszawskiego. Natomiast 1 listopada 1918 r. wschodnia część Galicji, w tym Lwów, zostały opanowane przez wojska zachodnioukraińskie.
2 listopada 1918 r. Rada Narodowa Księstwa Cieszyńskiego zawiadomiła rząd polski w Warszawie oraz Polską Komisję Likwidacyjną i komisarza rządu polskiego w Krakowie, o objęciu władzy z ramienia rządu polskiego. Wszystkie te władze tymczasowo uznały Radę Narodową Księstwa Cieszyńskiego za swój organ. Nie dopuszczony do objęcia władzy Komisarz Generalny opuścił Kraków, zaś Józef Londzin, członek prezydium Rady Narodowej Księstwa Cieszyńskiego, wszedł w skład Polskiej Komisji Likwidacyjnej.
Nominalnymi przejawami sprawowania zwierzchniej władzy w Galicji przez organy Królestwa Polskiego były działania związane z organizowaniem tam wojska oraz podjęcie przez Ministerstwo Wyznań Religijnych i Oświecenia Publicznego nadzoru nad uczelniami wyższymi w efekcie podporządkowania się Uniwersytetu Jagiellońskiego władzom warszawskim.

## Podział terytorialny

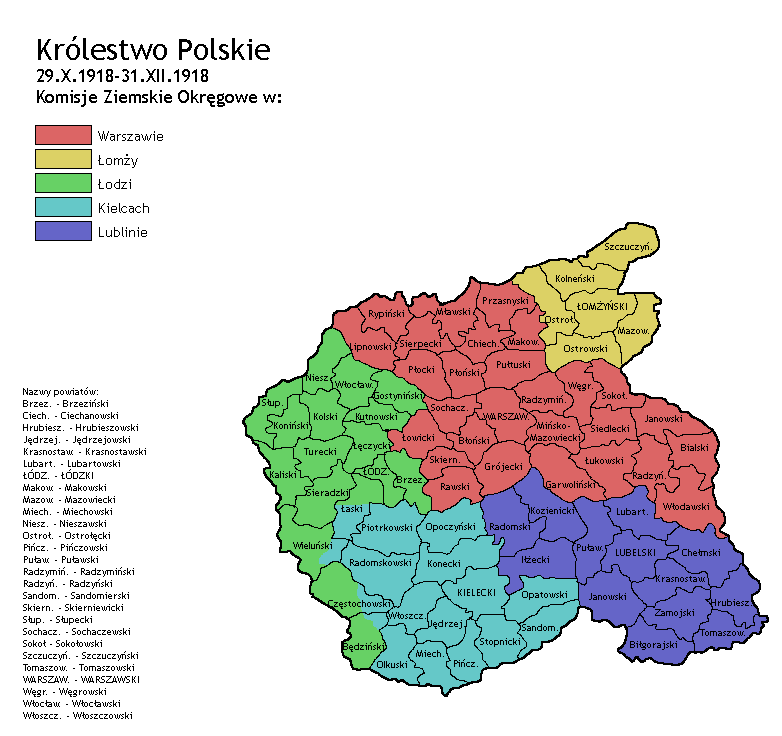
Właściwość terytorialna Komisji Ziemskich Okręgowych w 1918 roku

Dominującym elementem podziału terytorialnego Królestwa było rozgraniczenie stref okupacyjnych, ponieważ okupanci poważnie ograniczyli możliwość przekraczania tej granicy. Rozgraniczenie Generalnych Gubernatorstw stanowiło również granicę celną pomiędzy Niemcami a Austro-Węgrami.
Jedyną jednostką podziału administracyjnego Generalnych Gubernatorstw był powiat. Podział na powiaty został wykorzystany do przeprowadzenia pośrednich wyborów do Rady Stanu oraz do określenia okręgów Komisji Ziemskich Okręgowych.
Administracjami specjalnymi, działającymi w okręgach obejmujących kilka powiatów, były administracja wojskowa oraz urzędy ziemskie. Również okręgi Sądów Okręgowych obejmowały kilka powiatów, w niektórych przypadkach odpowiadając guberniom. Natomiast okręgi Sądów Apelacyjnych w Warszawie i Lublinie określone zostały w oparciu o obszary obu stref okupacyjnych.

## Siły zbrojne
Ustanowienie zależnego od Niemiec i Austro-Węgier Królestwa Polskiego było przede wszystkim spowodowane faktem, że przedłużająca się I wojna światowa zmusiła państwa centralne do poszukiwania rezerw mobilizacyjnych na okupowanych ziemiach polskich. Ostatecznie jednak korzystny dla państw centralnych przebieg wojny na froncie wschodnim spowodował, że polska armia przestała być potrzebna Cesarstwu Niemieckiemu. Przez cały okres swojego istnienia Tymczasowa Rada Stanu odmówiła wydania odezwy werbunkowej. Odezwa taka została wydana w imieniu Prezydenta Ministrów dopiero 28 września 1918 r.

### W Królestwie
Tworzonym od podstaw przez niemiecką administrację okupacyjną siłami zbrojnymi Królestwa Polskiego aktu 5 listopada, była Polska Siła Zbrojna. W związku z tym do listopada 1918 r. oddziały Polskiej Siły Zbrojnej były rozlokowane przede wszystkim na terenie Generalnego Gubernatorstwa Warszawskiego.
10 kwietnia 1917 r. do dyspozycji niemieckich władz okupacyjnych przekazany został, liczący ponad 21 tysięcy żołnierzy, Polski Korpus Posiłkowy. Korpus ten stanowił jedynie rezerwuar kadrowy dla Polskiej Siły Zbrojnej, która została zorganizowana jako kursy szkoleniowe dla żołnierzy będących obywatelami Królestwa Polskiego. Kursy te znajdowały się pod dowództwem oficerów armii niemieckiej. W lipcu 1917 r., po kryzysie przysięgowym w Polskim Korpusie Posiłkowym, w Polska Siła Zbrojna liczyła 2800 ochotników, zaś sam Polski Korpus Posiłkowy, w którym pozostała II Brygada Legionów, został oddany pod dowództwo austro-węgierskie.
Z chwilą zadeklarowania przejęcia przez Radę Regencyjną 12 października 1918 r. zwierzchniej władzy nad wojskiem zaczęto stosować określenie Wojsko Polskie. 24 października 1918 r. usunięto z wojska polskiego niemieckich oficerów.
Zawiązanie się 7 listopada 1918 r. w Lublinie Tymczasowego Rządu Ludowego Republiki Polskiej uniemożliwiło zorganizowanie tam lokalnego inspektoratu WP, zaś wywołanie buntu w przybyłym tam z Warszawy I batalionie 2 pułku piechoty opóźniło odsiecz dla Lwowa. Rząd lubelski mianował swojego ministra wojny, płk. Rydza, na stopień generała porucznika, zaś Naczelny Dowódca WP z nadania Rady Regencyjnej – Józef Piłsudski nie uznał tego awansu. Niemniej jednak Naczelny Dowódca WP warunkowo zatwierdził nominacje oficerskie dokonane przez Rydza do 21 listopada 1918 r.

### Na wschodzie
Od marca do czerwca 1918 r. Rada Regencyjna sprawowała zwierzchnictwo nad korpusami polskimi w Rosji. I tak 4 marca 1918 r. Radzie Regencyjnej podporządkowała się Rada Naczelna Polskiej Siły Zbrojnej, natomiast 6 marca 1918 r. Rada Regencyjna objęła zwierzchnią władzę nad I Korpusem Polskim w Rosji. W kwietniu 1918 r. Rada Regencyjna powołała gen. Aleksandra Osińskiego na stanowisko naczelnego dowódcy Wojsk Polskich na Ukrainie, któremu podporządkowały się II i III Korpus. 10 maja 1918 r., powołując się wydany przez Główną Kwaterę armii niemieckiej zakaz podejmowania przez Radę Regencyjną decyzji politycznych dotyczących wojska, Rada zwolniła dowódcę I Korpusu Polskiego z podległości, a żołnierzy korpusu – ze złożonej jej przysięgi. W okresie od kwietnia do czerwca 1918 r., siłą, albo pod groźbą użycia siły, korpusy polskie zostały rozbrojone i rozformowane przez Niemcy i Austro-Węgry.
W odpowiedzi prośbę Rady Ziemi Mińskiej o obronę kresów przed anarchią i bolszewizmem, szef Sztabu Generalnego, rozkazem z 28 października 1918 r. mianował gen. Wejtko kierownikiem wszystkich formacji samoobrony na Litwie i Białorusi, zaś płk. Kobordo – naczelnikiem formacji samoobrony Białorusi. Rozkaz ten gen. Wejtko otrzymał 31 października, zaś pismem z 5 listopada poinformował szefa Sztabu Generalnego o podjętych czynnościach. Żołnierze samoobrony formalnie nie wchodzili w skład Wojska Polskiego.

### W Galicji
W związku z rozkładem monarchii austro-węgierskiej, z końcem października 1918 r. Rada Regencyjna oraz Szef Sztabu Generalnego Wojska Polskiego podjęli próbę zorganizowania własnych struktur wojskowych na terenie Galicji. Działania te były podejmowane w sytuacji istnienia na tym terenie wpływów konkurencyjnych ośrodków władzy i ich organizacji wojskowych. Na organizację Wojska Polskiego na terenie Galicji istotny wpływ miało zajęcie 1 listopada 1918 r. wschodniej części Galicji, w tym Lwowa, przez wojska zachodnioukraińskie.
I tak 30 października 1918 r. we Lwowie, w imieniu Rady Regencyjnej, jej adiutant, kpt. Drewnowski, przekazał płk. Sikorskiemu nominacje dla gen. Puchalskiego – na stanowisko dowódcy WP w Galicji, dla samego Sikorskiego – na stanowisko szef sztabu gen. Puchalskiego oraz dla kpt. Kamińskiego – na stanowisko komendanta placu we Lwowie. Tego samego dnia Sikorski polecił kpt. Tatarowi-Trześniowskiemu koncentrację batalionu kadrowego, a następnie wyjechał do Przemyśla w celu przekazania nominacji gen. Puchalskiemu. Gen. Rozwadowski, szef Sztabu Generalnego WP, telegramem z 1 listopada 1918 r. informował o czasowym przydzieleniu gen. Puchalskiemu funkcji naczelnego dowódcy wojskowego w Galicji oraz o przydzieleniu „pułkownikowi brygadierowi” Roi funkcji dowódcy „obrębu korpusowego Krakowa”. 2 listopada 1918 r. ogłoszony został reskrypt Rady Regencyjnej w sprawie mianowania płk. Roi na stopień generalski oraz powołania go na stanowisko dowódcy brygady w Krakowie. W tym samym dniu gen. Roja wydał rozkaz w sprawie organizowania 4 i 5 pułku piechoty oraz 2 pułku ułanów. Nieliczna grupa żołnierzy, zebrana we Lwowie przez płk. Sikorskiego, w trakcie działań wojennych podporządkowała się jednolitemu dowództwu kpt. Czesława Mączyńskiego. Władza gen. Puchalskiego ograniczała się do terenu Przemyśla, którego nie był w stanie zabezpieczyć przed zajęciem przez siły ukraińskie (4 listopada). Ostatecznie ośrodkiem, który zorganizował odbicie Przemyśla (10 listopada) i odsiecz Lwowa (21 listopada) był Kraków. W rozkazie z 12 listopada 1918 r. Józef Piłsudski, jako Naczelny Dowódca WP, poinformował gen. Roję o przejęciu dowództwa na wojskiem we wszystkich częściach kraju.

## Gospodarka

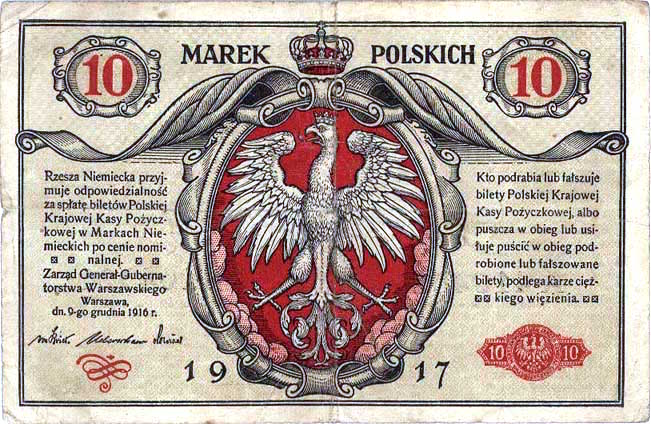
Emitowany przez niemieckie władze okupacyjne banknot

Negatywne skutki rosyjskiej ewakuacji ludności, przemysłu i instytucji finansowych. Rabunkowa eksploatacja ekonomiczna przez okupantów (rekwizycje żywności, metalowych przedmiotów, wyrąb lasów, praca przymusowa w Niemczech). Zniszczenie przemysłu – w tym włókienniczego w Łodzi – likwidacja konkurencji. Drenaż finansowy – marka polska – jednostka monetarna wprowadzona przez niemieckie władze okupacyjne w Generalnym Gubernatorstwie Warszawskim, emitowana przez Polską Krajową Kasę Pożyczkową – niekorzystne kursy wymiany rubla, wycofanie rubla z obiegu. Granica stref okupacyjnych granicą celną.

## Społeczeństwo
Podział polityczny pod kątem współpracy z okupantami – na aktywistów i pasywistów – przechodzący w podział społeczny. Skutki migracji wojennych, w tym – ewakuacji Królestwa Polskiego w 1915 r.